# Meteorito IAB

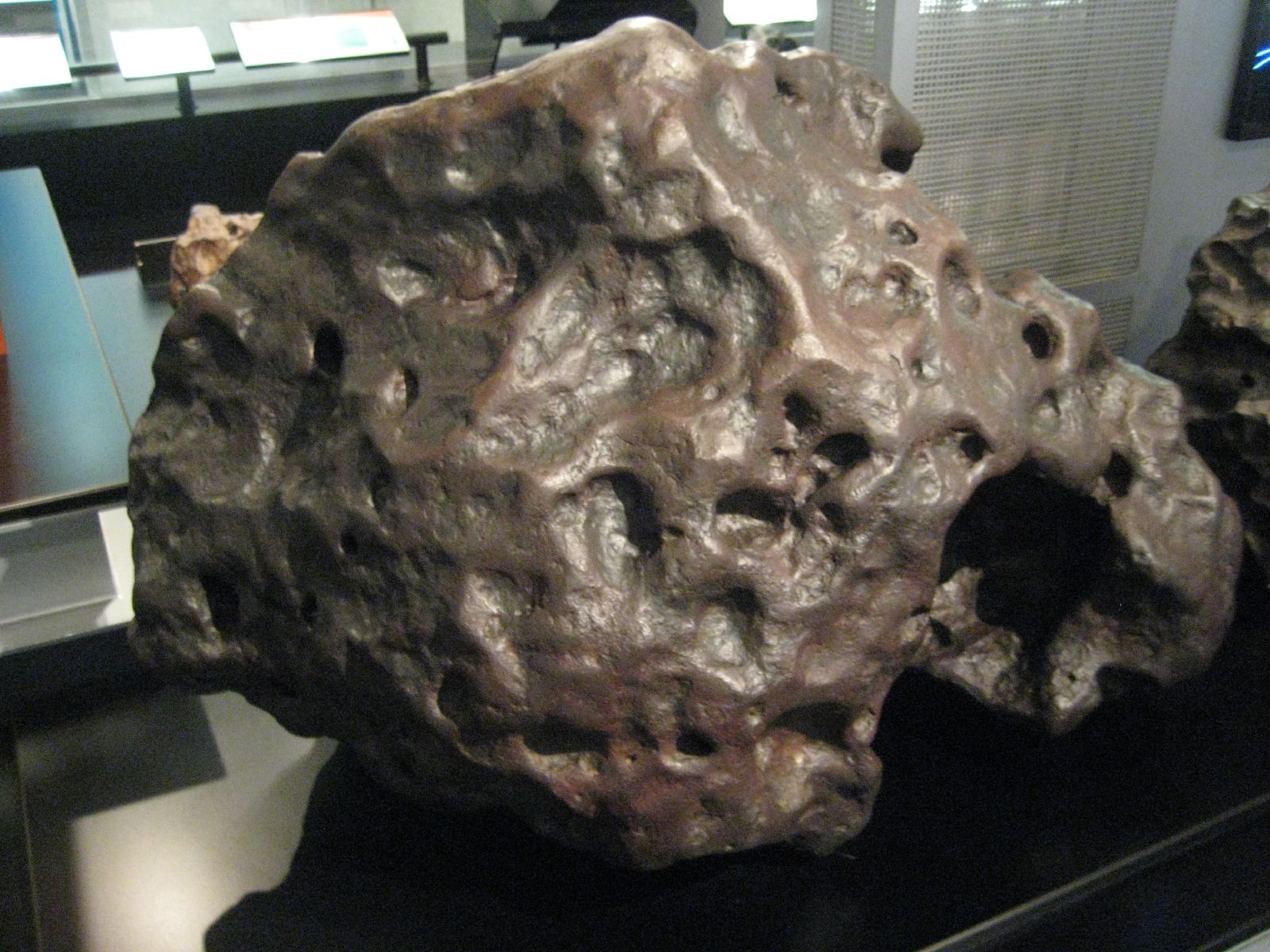
Meteorito del lago Goose es un meteorito IAB en el subgrupo sLL (bajo Au, bajo Ni)

Los meteoritos IAB son un grupo de meteoritos de hierro según su composición global y un grupo de achondrites primitivos debido a inclusiones de silicato que muestran una afinidad fuerte a winonaitas y condritas.

## Clasificación
El grupo IAB fue creado desde el grupos más viejo IA y IB. Algunos autores también lo prefieren llamarlo complejo IAB.
Hay numerosas subdivisiones del grupo IAB:
- Grupo principal de IAB
- Subgrupo sLL
- Subgrupo sLM (originalmente IIIC)
- Subgrupo sLH (originalmente IIID)
- Subgrupo sHL
- Subgrupo sHH (incluye trío Gay Gulch)
- Estación Udei grouplet
- Pitts grouplet
- Dúo Algarrabo
- Mundrabilla duo
- Dúo de Britstown
- NWA 468 dúo
- Dúo de la ciudad gemela
- Hierros solos relacionados con IAB
- Relacionado con IAB?

## Órgano del que depende
La mayoría de los científicos cree que los meteoritos  winonaites, y el IAB comparten el mismo cuerpo del padre. No es todavía plenamente entendido si los meteoritos IIICD también pertenecen a aquel cuerpo.